# Puppet Master X: Axis Rising
Puppet Master X: Axis Rising è un film del 2012 diretto da Charles Band.
Il film, horror uscito negli USA il 15 settembre 2012, è il diretto seguito del precedente Puppet Master: Axis of Evil.

## Trama
Danny insieme alla sua ragazza Beth, deve ritrovare uno dei pupazzi del burattinaio André Toulon rapito dai nazisti sotto il comando del perfido scienziato Moebius. Lo scienziato utilizza il siero per creare la propria razza superiore di burattini nazisti kamikaze, da mandare contro il generale Porter e le forze americane. Danny e Beth, insieme col sergente Stone, aiutano i burattini Blade, Pinhead, Leech e Giullare a far rivivere l'arma segreta inventata dal loro creatore André Toulon per fermare i piani di Moebius.